# Пауль Акерманн
Пауль Акерманн (нім. Paul Ackermann; 16 вересня 1920, Мустамякі, Фінляндія — ?) — німецький офіцер-підводник, оберлейтенант-цур-зее крігсмаріне.

## Біографія
1 грудня 1939 року вступив на флот. З 14 березня 1942 року — 2-й вахтовий офіцер на підводному човні U-177. 15-30 листопада 1943 року пройшов курс позиціонування (радіовимірювання), з 1 грудня 1943 по 15 січня 1944 року — курс командира човна. З 20 січня 1944 по 3 квітня 1945 року — командир U-1221, на якому здійснив 1 похід (20 серпня — 28 листопада 1944). 4 квітня 1945 року відправлений в резерв 33-ї флотилії В травні був взятий в полон британськими військами.

## Звання
- Кандидат в офіцери (1 грудня 1939)
- Морський кадет (1 травня 1940)
- Фенріх-цур-зее (1 листопада 1940)
- Оберфенріх-цур-зее (1 листопада 1941)
- Лейтенант-цур-зее (1 квітня 1942)
- Оберлейтенант-цур-зее (1 грудня 1943)

## Нагороди
- Залізний хрест
  - 2-го класу (23 січня 1941)
  - 1-го класу (7 жовтня 1943)
- Нагрудний знак підводника (2 жовтня 1943)